# 高橋信次 (放射線医学者)
高橋 信次（たかはし しんじ、1912年1月28日 - 1985年4月2日）は、日本の医学者、放射線科医。X線廻転（回転）撮影法・X線多色撮影法・X線拡大撮影法を開発し、放射線診断学の発展に大きく寄与した。
名古屋大学医学部教授、浜松医科大学副学長、愛知県がんセンター総長などを歴任。福島県二本松市出身。東北帝国大学医学部卒業。医学博士。文化勲章受章者。日本学士院会員。二本松市名誉市民。日本医師会医学賞、恩賜賞・日本学士院賞、スウェーデン王立科学アカデミーゴールドメダルなどを受賞。

## 略歴
- 1912年（明治45年）、高橋定之助（じょうのすけ）・サキの次男として、二本松町亀谷（かめがい）に出生。1924年（大正13年）、町立第二尋常高等小学校を卒業、のち旧制安達中学校、旧制第二高等学校理科乙類を経て、1938年（昭和13年）、東北帝国大学医学部を卒業。
- 1944年（昭和19年）東北大学医学博士。論文は「鷄胎心培養組織に及ぼすレ線の影響」。東北帝国大学医学部を卒業後、同放射線医学教室へ入局。当時間接撮影法を発明し、集団結核検診の普及に高名であった放射線医学者古賀良彦との師弟関係を得、1942年（昭和17年）には講師として生涯の道である放射線医学者への道へ進む。
- 1947年（昭和22年）に青森医学専門学校、1949年（昭和24年）に弘前大学教授として教鞭をとる一方で、従来の撮影法よりも高度な、X線廻転（回転）撮影法の研究に従事、1950年（昭和25年）その研究で東奥賞を受賞。1954年（昭和29年）名古屋大学教授に招聘され、新たに放射線医学講座を開設。1958年（昭和33年）廻転撮影法研究により中日文化賞を受賞[1]。CTの基本原理に結びつく廻転横断撮影の画期的な検査法を研究、診断的価値の高いCTへの基礎づくりを始めた[2][3][4]。やがて国際学会で認められ、イタリアのゼノア市での第3回（1955年）・第4回（1956年）国際断層撮影講習会へ特に講師として招聘。1959年（昭和34年）同医学部附属病院中央放射線部長として放射線治療に従事。検査法の開発・普及、研究成果の報告により国際舞台での評価を得るところとなった。1963年（昭和38年）第1回日本癌治療学会における「原体照射法」の特別報告、1964年（昭和39年）世界保健機関（WHO）放射線専門委員をはじめとして、1966年（昭和41年）国際放射線防護委員、1967年（昭和42年）米国放射線学会名誉会員、1969年（昭和44年）第12回国際放射線会議副議長（東京）、1971年（昭和46年）科学技術庁放射線審議会会長、1972年（昭和47年）「生体のX線による解剖」日本医師会医学賞受賞、1974年（昭和49年）浜松医科大学副学長、日本癌治療学会名誉会員、1975年（昭和50年）ドイツ放射線学会名誉通信会員。1977年（昭和52年）浜松医科大学附属病院長就任、恩賜賞・日本学士院賞受賞。1979年（昭和54年）文化功労者顕彰、1980年（昭和55年）愛知県がんセンター総長、1981年（昭和56年）日本学士院会員、1983年（昭和58年）北米放射線学会名誉会員をつとめた。
- 1984年（昭和59年）文化勲章受章。1985年（昭和60年）、愛知県がんセンター名誉総長、最初の二本松市名誉市民に推戴された。同年4月2日、愛知県がんセンター病院において逝去。享年74。故郷二本松市亀谷の蓮華寺に弔われた。死後、同年7月、医学への長年の貢献をたたえて、スウェーデン王立科学アカデミーよりゴールドメダルを授与された。

## 著作

### 単著
- 『断層撮影と廻転横断撮影―肺結核症の診断』（医学書院）1954年
- 『X線撮影と検査の手びき』（南山堂）1961年

### 共著
- 『放射線医学』（南山堂）1965年、古賀良彦、高橋信次
- 『X線撮影とX線検査』（南山堂）1972年、高橋信次、佐久間貞行
- 『図解 コンピュータ断層法―基礎原理から診断図譜まで』（秀潤社）1979年、1990年（3訂増補新版）、高橋信次、佐久間貞行

## 論文
- 高橋信次. "X 線廻転撮影法 (Rotatography) の研究." 弘前医学 2.1 (1951): 1-17.
- 高橋信次, 今岡睦麿, 篠崎達世. "Rotatory Crossgraphy." The Tohoku Journal of Experimental Medicine 54.1 (1951): 59-66.
- 高橋信次, 大谷信吉、「X 線多色撮影法」 『日本医学放射線学会雑誌』 1952年 12巻 1号 p.27-29, ISSN 0048-0428
- 高橋信次. "X 線廻転撮影法." 現代医学 4.2 (1955).
- 高橋信次, 渡邊令、「試作バイアス方式微小焦點廻轉陽極X線管による直接擴大撮影(擴大撮影法の研究 第15報」 『日本医学放射線学会雑誌』 1957年 17巻 2号 p.77-80, ISSN 0048-0428
- 高橋信次, 細江謙三, 奥村彦太郎、「イメージアンプリファイヤーの使用時に於ける螢光輝度並びにX線量及び散乱線量に就いて」 『日本放射線技術学会雑誌』 1957年 13巻 1号 p.66-, doi:10.6009/jjrt.KJ00001365606
- 高橋信次, 松田忠義、「同時多層横斷撮影法 (廻轉撮影法の研究第 46 報)」 『日本医学放射線学会雑誌』 1958年 18巻 2号　p.191-195, ISSN 0048-0428
- 高橋信次、「断層撮影法」 『日本放射線技術学会雑誌』 1958年 Special3巻 p.161-173, doi:10.6009/jjrt.KJ00001370403
- Takahashi, S., and T. Matsuda. "Axial transverse laminagraphy applied to rotational therapy." Radiology 74.1 (1960): 61-64, doi:10.1148/74.1.61
- 高橋信次、「^<60> Co 回転照射法における新しい工夫」 『臨床放射線』 5 (1960): 563-658, NAID 10007871201
- Kitabatake, Takashi, and Shinji Takahashi. "Conformation radiotherapy by means of 6 MeV linear accelerator." The Tohoku journal of experimental medicine 94.1 (1968): 37-43, doi:10.1620/tjem.94.37
- 高橋信次. "加速器治療装置 (癌・放射線療法)--(放射線物理学および治療装置)." 癌の臨床 (1969): 43-47.
- Takahashi, Akira, and Hajime Fuchihata. "A study on reliability of the tomographic image of the temporomandibular joint." Oral Radiology 5.1 (1989): 11-22.

## 関連文献
- 田中栄一「高橋信次先生を偲ぶ」『Medical Imaging Technology』第3巻第1号、日本医用画像工学会、1985年、2頁、doi:10.11409/mit.3.2。